# Хармањец
Хармањец (слч. Harmanec) насељено је мјесто са административним статусом сеоске општине (слч. obec) у округу Банска Бистрица, у Банскобистричком крају, Словачка Република.

## Становништво
| Година:    | 1994. | 2004.   | 2014.   | 2024.   |
| ---------- | ----- | ------- | ------- | ------- |
| Број људи: | 944   | 918     | 869     | 827     |
| Разлика:   |       | -2,75 % | -5,33 % | -4,83 % |

| Година:    | 2023. | 2024.   |
| ---------- | ----- | ------- |
| Број људи: | 840   | 827     |
| Разлика:   |       | -1,54 % |

Према подацима о броју становника из 2011. године насеље је имало 881 становника.